# Якубово (Шамотульський повіт)
Якубово (пол. Jakubowo) — село в Польщі, у гміні Пневи Шамотульського повіту Великопольського воєводства.
Населення — 98 осіб (2011).
У 1975-1998 роках село належало до Познанського воєводства.

## Демографія
Демографічна структура станом на 31 березня 2011 року:
|          | Загалом | Допрацездатний вік | Працездатний вік | Постпрацездатний вік |
| -------- | ------- | ------------------ | ---------------- | -------------------- |
| Чоловіки | 47      | 13                 | 34               | 0                    |
| Жінки    | 51      | 19                 | 29               | 3                    |
| Разом    | 98      | 32                 | 63               | 3                    |